# أليسون هايز
أليسون هايز (بالإنجليزية: Allison Hayes) هي عارضة وممثلة أمريكية، ولدت في 6 مارس 1930 في الولايات المتحدة، وتوفيت بنفس المكان في 27 فبراير 1977.

## وصلات خارجية
- أليسون هايز على موقع IMDb (الإنجليزية)
- أليسون هايز على موقع ألو سيني (الفرنسية)
- أليسون هايز على موقع تيرنر كلاسيك موفيز (الإنجليزية)
- أليسون هايز على موقع إن إن دي بي (الإنجليزية)
- أليسون هايز على موقع قاعدة بيانات الفيلم (الإنجليزية)